# Stora Bråta
Stora Bråta är en bebyggelse strax nordost om tätorten Mölnlycke i Härryda kommun. Stora Bråta ligger 9 km från centrala Göteborg och är stadens närmaste småort. 
Från 2015 avgränsar SCB här en småort.